# Ан-Нуман II
Ан-Нуман II ібн аль-Асуад (помер серпень 503) — малік держави Лахмідів у 499/500—503 роках, учасник Анастасієвої війни. Помер від поранень, отриманих у битві під Упадною.

## Походження і прихід до влади
Ан-Нуман II був сином лахмідського маліка Аль-Асуада, який впав у немилість до сасанідського шаханшаха Кавада I, у 492 або 493 році був усунений від влади і ув'язнений до темниці. Наступником аль-Асуада був призначеним його брат аль-Мунзір II, що було обумовлено, ймовірно, недовірою шаханшаха по відношенню до сина і законного спадкоємця аль-Асуада. Невідомо чим займався ан-Нуман у період семирічного правління свого дядька аль-Мунзіра II, однак після смерті останнього (який, швидше за все, помер від старості) шаханшах затвердив маліком держави Лахмідів саме ан-Нумана ібн аль-Асуада. Це сталося, судячи з усього, між серпнем 499 і серпнем 500 року.

## Правління та участь у війні з Візантією
Згідно з мусульманськими джерелами, ан-Нуман II правив всього чотири роки, проте про період його правління збереглося досить багато відомостей у візантійських хроніках, що обумовлено його активною участю в Ірано-візантійській війні 502—506 років, також відомій як Анастасієва війна. Згідно з повідомленням Феофана Сповідника, у 5990 році від створення світу (вересень 497 — серпень 498) «араби-скініти з племені філарха Наамана» вдерлися до Євфратисії, однак були розбиті поблизу Віфрапса військами стратига Євгенія. Достеменно не відомо, де розташовувався Віфрапс, ймовірно, його можна ототожнити з селищем Байт-Рас в околицях Халеба. Судячи з усього, ан-Нуман II на чолі лахмідських військ піднявся вгору по Євфрату і повернув на захід у напрямку Халеба, але був розбитий візантійцями на підступах до міста.
У істориків викликає питання зазначене Феофаном Сповідником датування описаних вище подій. Сам Феофан вказує, що рейд ан-Нумана у Сирію відбувався в період другого правління шаханшаха Кавада I, яке почалося дещо пізніше 498 року (на думку російського дослідника Дмитра Мішина, Кавад вдруге зайняв сасанідський престол не раніше вересня 501 року). Крім того, дії ан-Нумана повинні були передувати початку Ірано-візантійській війні у серпні-вересні 502 року, коли Кавад I відправив війська до Аміди. Виходячи з аналізу послідовності подій, Дмитро Мішин вважає, що рейд ан-Нумана до Сирії слід датувати весною 502 року. Цей похід, ймовірно, мав своїми цілями провести розвідку боєм, розорити ворожі землі і перекрити сполучення з Амидою, яку насамперед планував атакувати шаханшах Кавад, а також посіяти паніку серед візантійців. Коли в жовтні 502 року сасанідські війська не змогли з ходу взяти нападом Аміду шаханшах Кавад, згідно з повідомленням Єшу Стиліта, направив арабські війська на чолі з ан-Нуманом до Харрану. Ан-Нуман II перетнув Харран, плюндруючи все на своєму шляху, і дійшов до Едесси. Якщо вірити Єшу Стиліту, в ході цього походу було захоплено в полон 18,5 тисяч осіб.
У травні 503 року візантійські війська на чолі з магістром армії Ареобіндом Дагалайфом перейшли в контрнаступ і відкинули перські війська до Нісібіну. У липні того ж року Кавад знову повів свої війська в наступ і захопив табір Ареобінда, заставивши його відступити. Ан-Нуман на чолі своїх військ знову був направлений вгору за течією Євфрату, але був зупинений в гирлі річки Хабур візантійською армією під командуванням Тімострата, дуки Каллініка. Приблизно в цей же час, згідно Єшу Стиліту, візантійські араби (гассаніди або таглібіти) здійснили рейд до столиці Лахмідів, Хіри і захопили прямувавший туди караван. Жителі Хіри покинули місто, тому нападники не стали захоплювати Хіру. Ан-Нуман II не зміг допомогти столиці, так як перебував в армії шаханшаха Кавада.
У серпні 503 року сасанідська армія Кавада, у складі якої був і ан-Нуман зі своїми арабами, підійшла до селища Упадна (точно ідентифікувати цей месопотамський населений пункт поки що не вдалося). Назустріч Каваду виступила візантійська армія під командуванням магістра Патрикія, яка незабаром була розбита і відступила до Самосати. Ан-Нуман отримав у битві при Упадною серйозні поранення, як виявилося згодом, смертельні. Плануючи розвинути військовий успіх, шаханшах вирішив рушити на Едессу, де укріпився Ареобінд з основною частиною візантійських військ. Ан-Нуман заявив, що готовий брати участь у поході на Едессу, знявся з табору і виступив зі своїм військом, але через два дні помер, ймовірно, від отриманих ран.
Смерть ан-Нумана II настала в серпні або на початку осені 503 року. Зайнятий військовими діями, шаханшах Кавад призначив новим правителем держави Лахмідів Абу Яфура аз-Зумайлі «заступником маліка». Тільки через три роки маліком арабів був призначений Лахмід Імру-ль-Кайс III, згідно деяким джерелам, син ан-Нумана II.